# Contea di Lewis (Kentucky)
La contea di Lewis in inglese Lewis County è una contea dello Stato del Kentucky, negli Stati Uniti. La popolazione al censimento del 2000 era di 14 092 abitanti. Il capoluogo di contea è Vanceburg